# Apus horus
El vencejo horus (Apus horus) es una especie de ave apodiforme de la familia Apodidae que vive en el África subsahariana. Su nombre conmemora a Horus el dios egipcio del Sol.

## Descripción
El vencejo horus mide entre 13–15 cm de largo y es bastante corpulento. Su plumaje es casi por completo negruzco, con las excepciones de la barbilla y el obispillo que son blancos. Tiene una cola ahorquillada de longitud media. Se diferencia del vencejo moro porque este tiene la cola más cuadrada, menos ahorquillada, y tiene el blanco del obispillo más amplio que el del horus, en cambio el vencejo cafre tiene la cola más ahorquillada y la franja del obispillo es más estrecha. Su canto es un zumbante piiiiooo, piiiiooo.
La subespecie de color más claro  A. h. fuscobrunneus del suroeste de Angola tiene una pequeña mancha gris en la garganta y el obispillo pardo. La subespecie toulsoni del noroeste de Angola y Zimbabue parece una forma oscura de la nominal A. h. horus, con el obispillo oscuro y una pequeña mancha en la garganta. Las dos especies oscuras son consideradas por algunos como una especie aparte.

## Distribución
Cría en el África subsahariana, en un área extensa y continua desde el este y sur de Sudáfrica hasta el sur de Zambia y el centro de Mozambique, y recientemente ha colonizado la zona de la reserva natural de De Hoop en la Provincia Occidental del Cabo. 
Además se encuentra en muchas otras regiones subsaharianas de forma discontinua, con grandes poblaciones en las montañas de Etiopía y el área del centro de Kenia hasta Uganda. Existen dificultades de identificación debido a los confusos límites del área de distribución de esta especie.
Los ejemplares de Sudáfrica son migratorios, y pasan el invierno más al norte. Otras poblaciones son sedentarias excluyendo desplazamientos locales.

## Comportamiento
Los vencejos horus cazan insectos al vuelo en niveles de altitud medios y hábitats cercanos, pero evitan las grandes ciudades.
El vencejo horus cría en los túneles excavados por los abejarucos, los pitos terrestres, martines pescadores y algunos aviones que generalmente se encuentran en taludes fluviales arenosos. Esta especie no es colonial, pero por la naturaleza de sus hábitats de cría unas cuantas parejas pueden anidar juntas diseminadas entre las colonias de abejarucos o aviones cinchados. En el fondo del túnel construye un nido plano compuesto por vegetación y pelo pegados con saliva, donde la hembra pone de 1 a 4 huevos. Los huevos se incuban durante 28 días y los pollos tardan 6 semanas en desarrollarse para poder dejar el nido.